# Chích đuôi cụt
Tesia olivea là một loài chim trong họ Cettiidae.